# Ljubinje
Ljubinje je općina na jugoistoku Bosne i Hercegovine, na pola puta između Trebinja i Mostara. Nalazi se na obodu Ljubinjskog polja.

## Stanovništvo

### Popisi 1971. – 1991.
| Stanovništvo općine Ljubinje |                |                |                |
| godina popisa                | 1991.          | 1981.          | 1971.          |
| Srbi                         | 3748 (89,83 %) | 3840 (85,03 %) | 4170 (86,21 %) |
| Muslimani                    | 332 (7,95 %)   | 407 (9,01 %)   | 532 (10,99 %)  |
| Hrvati                       | 39 (0,93 %)    | 55 (1,21 %)    | 62 (1,28 %)    |
| Jugoslaveni                  | 19 (0,45 %)    | 148 (3,27 %)   | 17 (0,35 %)    |
| ostali i nepoznato           | 34 (0,81 %)    | 66 (1,46 %)    | 56 (1,15 %)    |
| ukupno                       | 4172           | 4516           | 4837           |

#### Ljubinje (naseljeno mjesto), nacionalni sastav
| Ljubinje           |                |                |               |
| godina popisa      | 1991.          | 1981.          | 1971.         |
| Srbi               | 2114 (93,33 %) | 1448 (87,22 %) | 710 (89,19 %) |
| Muslimani          | 103 (4,54 %)   | 74 (4,45 %)    | 49 (6,15 %)   |
| Hrvati             | 3 (0,13 %)     | 5 (0,30 %)     | 5 (0,62 %)    |
| Jugoslaveni        | 17 (0,75 %)    | 107 (6,44 %)   | 16 (2,01 %)   |
| ostali i nepoznato | 28 (1,23 %)    | 26 (1,56 %)    | 16 (2,01 %)   |
| ukupno             | 2265           | 1660           | 796           |

### Popis 2013.
| Stanovništvo općine Ljubinje |                |
| godina popisa                | 2013.          |
| Srbi                         | 3469 (98,80 %) |
| Bošnjaci                     | 12 (0,34 %)    |
| Hrvati                       | 10 (0,28 %)    |
| ostali i nepoznato           | 20 (0,57 %)    |
| ukupno                       | 3511           |

| Ljubinje – naseljeno mjesto |                |
| godina popisa               | 2013.          |
| Srbi                        | 2567 (98,92 %) |
| Hrvati                      | 8 (0,31 %)     |
| Bošnjaci                    | 4 (0,15 %)     |
| ostali i nepoznato          | 16 (0,62 %)    |
| ukupno                      | 2595           |

## Naseljena mjesta
Općinu Ljubinje sačinjavaju sljedeća naseljena mjesta :
Bančići, 
Dubočica, 
Gleđevci, 
Grablje, 
Gradac, 
Ivica, 
Kapavica, 
Krajpolje, 
Krtinje, 
Kruševica, 
Ljubinje, 
Mišljen, 
Obzir, 
Pocrnje, 
Pustipusi, 
Rankovci, 
Ubosko, 
Vlahovići, 
Vođeni, 
Žabica i 
Žrvanj.
Poslije potpisivanja Daytonskog mirovnog sporazuma, veći dio općine Ljubinje ušao je u sastav Republike Srpske. U sastav Federacije BIH ušlo je naseljeno mjesto Bančići, koje je pripalo općini Stolac.

## Povijest
Prvi put se spominje u 14. stoljeću.

## Gospodarstvo
Stanovništvo se u posljednjih petnestak godina bavi uglavnom poljoprivredom.

## Poznate osobe
- Đorđe Đurić, srpski odbojkaš

## Šport
- Odbojkaški klub Ljubinje
- KMF Ljubinje, malonogometni klub

## Vanjske poveznice
- Službene stranice općine Ljubinje
- www.virtualnahercegovina.com/ljubinje